# John Edward Halsell

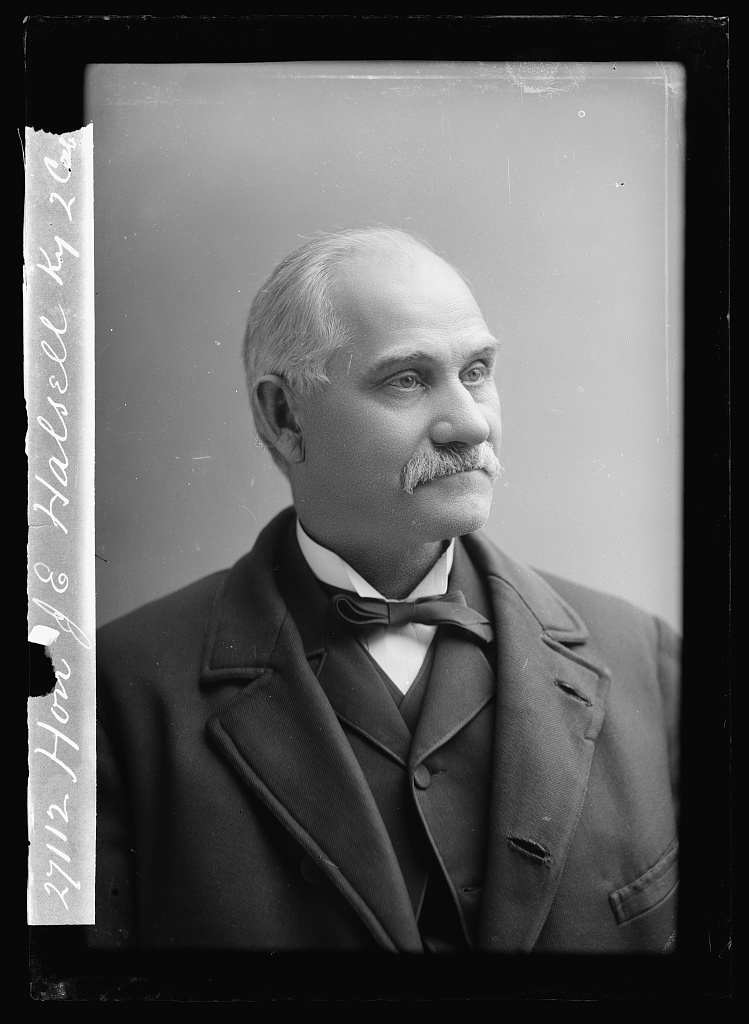
John Edward Halsell

John Edward Halsell (* 11. September 1826 bei Bowling Green, Kentucky; † 26. Dezember 1899 in Fort Worth, Texas) war ein US-amerikanischer Politiker. Zwischen 1883 und 1887 vertrat er den Bundesstaat Kentucky im US-Repräsentantenhaus.

## Werdegang
John Halsell besuchte die öffentlichen Schulen in Rich Pond. Danach studierte er an der Cumberland University in Lebanon (Tennessee). Nach einem anschließenden Jurastudium und seiner 1856 erfolgten Zulassung als Rechtsanwalt begann er in Bowling Green in diesem Beruf zu arbeiten. Vier Jahre lang war Halsell auch als Staatsanwalt im Warren County tätig. Im Jahr 1870 wurde er Richter im vierten Gerichtsbezirk von Kentucky.
Politisch wurde Halsell Mitglied der Demokratischen Partei. Bei den Kongresswahlen des Jahres 1882 wurde er im dritten Wahlbezirk von Kentucky in das US-Repräsentantenhaus in Washington, D.C. gewählt, wo er am 4. März 1883 die Nachfolge von John W. Caldwell antrat. Nach einer Wiederwahl im Jahr 1884 konnte er bis zum 3. März 1887 zwei Legislaturperioden im Kongress absolvieren. Seit 1885 war er Vorsitzender des Ausschusses, der sich mit privaten Landansprüchen befasste.
Im Jahr 1886 wurde Halsell von seiner Partei nicht für eine weitere Amtszeit nominiert. Nach dem Ende seiner Zeit im Repräsentantenhaus praktizierte er zunächst wieder als Anwalt. In den Jahren 1888 und 1889 war er Bürgermeister von Bowling Green. Danach zog er nach Fort Worth in Texas, wo er wieder als Jurist arbeitete. Dort ist John Halsell am 26. Dezember 1899 auch verstorben. Er wurde in Bowling Green beigesetzt.